# Крест «За воинскую доблесть» (Италия)
Крест «За воинскую доблесть» (итал. Croce di Guerra al Valor Militare) — высшая итальянская военная награда за доблесть, учреждённая королём Виктором Эммануилом III 7 июля 1922 года.

## История
Присуждалась «продемонстрировавшим доблесть во время военных действий на суше, море или в воздухе, достойной общественной похвалы». В отличие от креста «За боевые заслуги» — аналогичной награды более низкого уровня, вручаемой за активное участие в боевых действиях, данный крест мог вручаться и в мирное время за героический поступок, при условии, что он совершён в интересах государственной безопасности. Помимо военнослужащих, наградой могли быть удостоены бойцы партизанских формирований и отдельные граждане, а также целые муниципалитеты и регионы Италии.

## Описание
На горизонтальной перекладине греческого креста из меди надпись «Al Valore Militare» («За воинскую доблесть»). На вертикальной перекладине сверху находилась монограмма Виктора Эммануила III («VEIII»), после 1946 года заменённая на монограмму Итальянской Республики («RI»); ниже находился римский гладий, покрытый лавровыми листьями. На обратной стороне креста изображена пятиконечная звезда с лучами, расходящимися в стороны. Лента креста синяя. 

## Известные награждённые
Неполный список известных получателей данной награды:
- Принц Аймоне, герцог Аосты
- Генрих Блайхродт
- Дуглас Фэрбенкс-младший
- Карло Феча ди Коссато
- Вольфганг Лют
- Уильям Митчелл